# 64大相扑
《64大相扑》是1997年在任天堂64发行的相扑电子游戏。游戏模拟相扑运动员生活的各方面，包括饮食与训练。
GameSpot打出3.9/10，称图形是“一般里面最好的”，游戏本身则是完全日系的。
续作《64大相扑2》于1999年3月19日在日本任天堂64平台发行，玩法和初代相似。